# La Gazette de Berlin
 (février 2022).

La Gazette de Berlin est un périodique généraliste francophone publié en Allemagne. Refondé en 2006 par Régis Présent-Griot, il est destiné aux 400 000 francophones estimés qui vivent en Allemagne. La rédaction, composée de Français, de Suisses, de Canadiens et d'Allemands, est basée à Berlin-Prenzlauer Berg. 
Le nom et le logo (un aigle tenant en ses ergots un parchemin et une plume pour écrire) du journal proviennent du périodique francophone du même nom fondé en Prusse en 1743.

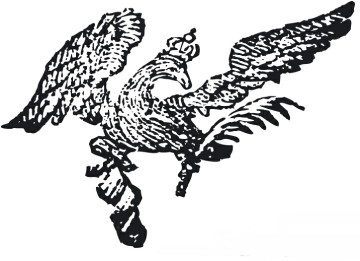
Un aigle tenant un parchemin et une plume en ses ergots

Jusqu'en 2009, la Gazette de Berlin était distribuée dans les kiosques à Berlin, Hambourg, Munich, Francfort, Cologne, Düsseldorf, Bonn ainsi que dans de nombreuses autres villes d'Allemagne. Le premier numéro est paru le 1er juin 2006. Dans le courant de l'année 2009, La Gazette cesse l'édition papier et se concentre sur internet. 